# سؤال ملغوم
السؤال الملغوم أو السؤال المشحون أو السؤال المركب (في الإنجليزية: loaded question\complex question)، هو سؤال يحتوي على افتراض خلافي أو غير مبرر (على سبيل المثال: افتراض مسبق بالذنب).
يمكن استخدام هذه الأسئلة كأداة بلاغية بصرف النظر عن كونها مغالطة غير رسمية اعتمادًا على الاستخدام: يحاول هذا النمط من الأسئلة تقييد الردود المباشرة عليها بالأجوبة التي تخدم غايات السائل فقط. والمثال التقليدي على ذلك هو السؤال «هل توقفت عن ضرب زوجتك؟»؛ سواء أجاب الشخص بنعم أو لا، فسوف يعترف بامتلاكه زوجة وبأنه كان قد ضربها في وقت ما في الماضي. يتم افتراض وجود بعض الحقائق بشكل مسبق في مثل هذه الأسئلة، وبذلك تعتبر أسئلة ملغومة لأنها تحصر المجيب ليعطي إجابة واحدة أو يجيب ضمن صنف معين من الإجابات، كما تُعتَبَر مغالطة الأسئلة المتعددة/ مغالطة الأسئلة المركبة متورِّطة في ذلك. تعتمد المغالطة في تأثيرها على السياق المستخدمة فيه: حقيقة أن السؤال يفترض شيئًا ما لا يجعل بحد ذاته السؤال خاطئًا؛ تصبح الحجة التي تحتوي عليه خاطئة فقط عندما لا يتم الموافقة بالضرورة على بعض هذه الافتراضات المسبقة من قبل الشخص الذي يطرح السؤال. ومن هنا يمكن تلغيم السؤال نفسه في سياق ما دون الآخر. على سبيل المثال: لا يُعتَبَر السؤال السابق ملغومًا إذا طُرِحَ أثناء محاكمة اعترف فيها المُدَّعَى عليه بضرب زوجته.
لا بأس من استخدام هذه المغالطة من قبل بعض المحققين لإيقاع المتهم في الاعتراف، فقد يسأل المحقق: «أين أخفيت جسم الجريمة؟»، «أين خبّأت المال الذي سرقته؟»، «ما الذي دفعك لتزوير هذه الوثيقة؟».
يجب تمييز هذه المغالطة عن مغالطة المصادرة على المطلوب، التي تتضمن مقدمة تعتمد صحتها على حقيقة الاقتراح المطروح، والذي غالبًا ما يكون إعادة صياغة ضمنية للاقتراح.

## الرد
يوجد طريقة شائعة لمواجهة هذا النوع من الأسئلة بعدم الإجابة عليه بنعم أو لا بشكل بسيط، وإنما تحدي الافتراض الكامن وراء السؤال. على سبيل المثال: الرد على السؤال «هل توقفت عن ضرب زوجتك؟» يجب أن يكون «لم أضرب زوجتي أبدًا». هذا يزيل الغموض في الإجابة المتوقَّعَة، وبالتالي إبطال الحيلة. ومع ذلك، قد يتّهم السائل المجيب بالتهرب من السؤال (المراوغة).

## أمثلة تاريخية
وقعت مادلين أولبرايت (سفيرة أمريكية لدى الأمم المتحدة) في فخ الإجابة على سؤال مُلَغَّم (ندِمَت في وقت لاحق لعدم تفصيلها السؤال بدلًا من ذلك) في برنامج 60 دقيقة التحقيقي في 12 مايو/أيار عام 1996. سألت الصحفية الأمريكية ليزلي شتال حول آثار عقوبات الأمم المتحدة على العراق: «سمعنا أن نصف مليون طفل قد مات، أعني بأن هذا العدد أكبر من عدد الأطفال الذين ماتوا في حادثة هيروشيما، ولكن هل تعلمين إن كان الثمن يستحق ذلك حقًا؟». بدلاً من التشكيك في حصيلة القتلى غير المنسوبة لمصدر أو التفصيل في عدد من مات منهم بسبب الحصار الدولي على العراق، قالت مادلين أولبرايت «أعتقد أن هذا كان خيارًا صعبًا للغاية، لكن الثمن -كما نعتقد- يستحق ذلك». كتبت أولبرايت في وقت لاحق هذا الرد:
يوجد مثال آخر على ذلك، سأل استفتاء عام 2009 حول العقوبات البدنية في نيوزيلندا: «هل ينبغي أن يُعتَبَر الضرب كجزء من التأديب الوالدي الجيد جريمة جنائية في نيوزيلندا؟» انتقد موراي إيدريدج جمعية بارناردوس النيوزلندية السؤال باعتباره «ملغومًا وغامضًا»، وقال: «يفترض السؤال مسبقًا أنَّ الضرب يُعَدُّ جزءًا من التأديب الوالدي الجيد».